# Kongruens (lingvistik)
Kongruens syftar på samstämmigheten eller variationen mellan olika relaterade ord. Detta kan bero på grammatiska eller semantiska egenskaper hos andra ord – huvudord – som de är kopplade till. Då uppstår grammatisk kongruens. Ett snarlikt ord är konkordans, som syftar på ett ords användning i olika språkliga sammanhang.

## Varianter
Adjektiviska ord (adjektiv, particip, possessiva pronomen samt vissa räkneord) och artiklar kongruensböjs ofta efter egenskaper som genus, klass, numerus, kasus, species och artikel hos de substantiv eller pronomen som de beskriver eller preciserar. Kongruens hos adjektiv är vanligast i språk där adjektiviska ord i attributställning placeras efter huvudordet (och kongruenskategoriernas affix är suffix). Böjning förekommer också för adjektivistiska ord som predikatsfyllnad.
Finita verbformer kongruensböjs i många språk efter satsens subjekt eller, mer sällan, dess objekt. Sådan verbkongruens saknas i modern svenska, men finns kvar i vissa genuina folkmål i bland annat Dalarna.
Attributets (och predikatfyllnadens) böjning efter genus, numerus och kasus är utbredd i äldre indoeuropeiska språk, exempelvis latin, sanskrit och klassisk grekiska, så man antar att detta även gällde i urindoeuropeiskan.

## I olika språk

### Svenska
På modern svenska kongruensböjs attributiva adjektiv efter substantiviska ords genus (en lång arm - ett långt ben), numerus (långa armar) och bestämd form (den långa armen), samt, bara i bestämd form singularis och numera frivilligt, efter semantiskt kön (den långa flickan - den långe pojken). Predikativa adjektiv saknar kongruensböjning för bestämdhet (En pojke är lång - Pojken är lång), men böjs efter genus och numerus (Benet är långt, Dessa flickor är långa). Även artiklar, adjektiviska pronomen (min, någon, denna, med flera) samt vissa räkneord (en, första och andra) kongruensböjs enligt en eller flera av de nämnda egenskaperna. Kongruensböjningen låter egenskaper hos huvudordet, eller dess referent, följas åt genom hela nominalfrasen.
Skillnaden mellan den "starka" och den "svaga" adjektivböjningen bestäms dock bara delvis av huvudordets form.
I litet äldre svenska (exempelvis i Gustav Vasas bibel) kongruensböjde man också efter kasus, exempelvis mins herras med genitivmarkörer på både attributet och huvudordet.

### Andra nordiska språk
Modern danska har ungefär samma kongruensböjning som modern svenska, men helt utan skillnaden i semantiskt kön (utom i personliga pronomina). Modern norska har olika språkbruk, beroende på vilken av huvudformerna (bokmål/riksmål eller nynorsk) som används, och delvis beroende på vilken del av landet man kommer från. Kongruensböjning uppehålls mer i attributställning än i predikatsfyllnad. I nynorsk kongruensböjer man efter tre grammatiska genus, med en tydlig skillnad mellan femininum och maskulinum (ein gut, en pojke; ei jente, en flicka). Samma skillnad var till för inte så länge sedan rätt vanlig i en del svenska dialekter.
Isländska upprätthåller full kongruensböjning efter kasus, genus och numerus, även i predikatsfyllnader.

### Tyska
I modern tyska kongruensböjer man attribut efter genus, kasus, numerus och (ungefär) bestämdhet; men predikatsfyllnad kongruensböjs inte alls. Skillnaden mellan stark och svag form är tydlig, men i mindre grad än i svenskan kopplad till bestämdhet/obestämdhet. I äldre tyska kongruensböjdes även predikativ.

### Engelska
Modern engelska saknar helt kongruensböjning av attribut. I äldre engelska, exempelvis i Canterbury Tales, böjdes ungefär som i tyska.

## Konkordans
Konkordans ('samstämmighet') syftar på samstämmigheten mellan hur ett visst ord används i olika sammanhang, dess ordfrekvens eller olika ords samförekomster.
Ett vanligt sätt att presentera en konkordans är att olika förekomster av sökordet (eller -orden) är listade centrerat under varandra, med höger- och vänsterkontext, det vill säga ett antal ord före och efter sökordet. Språkbankens konkordansverktyg gör det möjligt att söka i svenska korpusar med många miljoner ord.